# All-Star Weekend de l'NBA 2008
L'All-Star Weekend de l'NBA del 2008 es disputà a la ciutat de Nova Orleans durant el cap de setmana del 15 de febrer al 17 de febrer del 2008.
El divendres es disputà el partit dels Rookies i els Sophomores.
El dissabte es disputaren els concursos d'habilitats, el d'esmaixades, el de triples el de tir.
Finalment el diumenge es disputà el partit de les estrelles entre jugadors de la Conferència Est i de la Conferència Oest.

## Divendres

### Rookie Challenge
- Rookies 109 - Sophomores 136
- Màxim anotador: Daniel Gibson 33 punts
- Màxim rebotejador: Sean Williams 10 rebots
- Màxim assistent: Jordan Farmar 12 assistències
- MVP: Daniel Gibson

| Rookies Equip 2008 |    |                                     |                     |                     |
| G                  | 11 | Bandera dels Estats Units d'Amèrica | Mike Conley         | Memphis Grizzlies   |
| G                  | 35 | Bandera dels Estats Units d'Amèrica | Kevin Durant        | Seattle Supersonics |
| C                  | 15 | Bandera dels Estats Units d'Amèrica | Al Horford          | Atlanta Hawks       |
| F                  | 33 | Bandera dels Estats Units d'Amèrica | Jamario Moon        | Toronto Raptors     |
| G                  | 2  | Bandera de Catalunya                | Joan Carles Navarro | Memphis Grizzlies   |
| F                  | 4  | Bandera de l'Argentina              | Luis Scola          | Houston Rockets     |
| F                  | 51 | Bandera dels Estats Units d'Amèrica | Sean Williams       | New Jersey Nets     |
| F                  | 9  | Xina                                | Yi Jianlian         | Milwaukee Bucks     |
| F                  | 22 | Bandera dels Estats Units d'Amèrica | Jeff Green          | Seattle Supersonics |

| Sophomores Equip 2008 |    |                                     |                   |                        |
| F                     | 12 | Bandera dels Estats Units d'Amèrica | LaMarcus Aldridge | Portland Trail Blazers |
| C                     | 7  | Itàlia                              | Andrea Bargnani   | Toronto Raptors        |
| G                     | 9  | Bandera dels Estats Units d'Amèrica | Ronnie Brewer     | Utah Jazz              |
| G                     | 5  | Bandera dels Estats Units d'Amèrica | Jordan Farmar     | Los Angeles Lakers     |
| G                     | 1  | Bandera dels Estats Units d'Amèrica | Daniel Gibson     | Cleveland Cavaliers    |
| F                     | 22 | Bandera dels Estats Units d'Amèrica | Rudy Gay          | Memphis Grizzlies      |
| F                     | 24 | Bandera dels Estats Units d'Amèrica | Paul Millsap      | Utah Jazz              |
| G                     | 9  | Bandera dels Estats Units d'Amèrica | Rajon Rondo       | Boston Celtics         |
| G                     | 7  | Bandera dels Estats Units d'Amèrica | Brandon Roy       | Portland Trail Blazers |

## Dissabte

### Shooting Stars
- Chicago Bulls (Chris Duhon, Candice Dupree i B. J. Armstrong)
- Detroit Pistons (Chauncey Billups, Swin Cash i Bill Laimbeer)
- Phoenix Suns (Amare Stoudemire, Cappie Pondexter i Eddie Johnson)
- San Antonio Spurs (Tim Duncan, Becky Hammon i David Robinson) GUANYADORS

### Skills Challenge
- Jason Kidd (New Jersey Nets)
- Chris Paul (New Orleans Hornets)
- Deron Williams (Utah Jazz) GUANYADOR
- Dwayne Wade (Miami Heat)

### Concurs de Triples
- Daniel Gibson (Cleveland Cavaliers)
- Richard Hamilton (Detroit Pistons)
- Jason Kapono (Toronto Raptors) GUANYADOR
- Steve Nash (Phoenix Suns)
- Dirk Nowitzki (Dallas Mavericks)
- Peja Stojakovic (New Orleans Hornets)

### Concurs d'esmaixades
- Gerald Green (Minnesota Timberwolves)
- Rudy Gay (Memphis Grizzlies)
- Dwight Howard (Orlando Magic) GUANYADOR
- Jamario Moon (Toronto Raptors)

## Diumenge

### All-Star Game
- Conferència Est 134 - Conferència Oest 128
- Màxim anotador: Ray Allen 28 punts
- Màxim rebotejador: Carlos Boozer 10 rebots
- Màxim assistent: Chris Paul 14 assistències
- MVP: Lebron James

| Conferència Est Equip 2008 |    |                                     |                  |                       |
| G                          | 5  | Bandera dels Estats Units d'Amèrica | Jason Kidd       | (New Jersey Nets)     |
| G                          | 3  | Bandera dels Estats Units d'Amèrica | Dwayne Wade      | (Miami Heat)          |
| F                          | 23 | Bandera dels Estats Units d'Amèrica | Lebron James     | (Cleveland Cavaliers) |
| C                          | 12 | Bandera dels Estats Units d'Amèrica | Dwight Howard    | (Orlando Magic)       |
| C                          | 4  | Bandera dels Estats Units d'Amèrica | Chris Bosh       | (Toronto Raptors)     |
| G                          | 10 | Bandera dels Estats Units d'Amèrica | Ray Allen        | (Boston Celtics)      |
| G                          | 1  | Bandera dels Estats Units d'Amèrica | Chauncey Billups | (Detroit Pistons)     |
| G                          | 32 | Bandera dels Estats Units d'Amèrica | Richard Hamilton | (Detroit Pistons)     |
| F                          | 4  | Bandera dels Estats Units d'Amèrica | Antawn Jamison   | (Washington Wizards)  |
| G                          | 2  | Bandera dels Estats Units d'Amèrica | Joe Johnson      | (Atlanta Hawks)       |
| F                          | 34 | Bandera dels Estats Units d'Amèrica | Paul Pierce      | (Boston Celtics)      |
| C                          | 36 | Bandera dels Estats Units d'Amèrica | Rasheed Wallace  | (Detroit Pistons)     |

| Conferència Oest Equip 2008 |    |                                     |                  |                          |
| F                           | 15 | Bandera dels Estats Units d'Amèrica | Carmelo Anthony  | (Denver Nuggets)         |
| F                           | 21 | Illes Verges                        | Tim Duncan       | (San Antonio Spurs)      |
| C                           | 11 | China                               | Yao Ming         | (Houston Rockets)        |
| G                           | 24 | the United States                   | Kobe Bryant      | (Los Angeles Lakers)     |
| G                           | 3  | Bandera dels Estats Units d'Amèrica | Allen Iverson    | (Denver Nuggets)         |
| F                           | 5  | Bandera dels Estats Units d'Amèrica | Carlos Boozer    | (Utah Jazz)              |
| G                           | 13 | Canadà                              | Steve Nash       | (Phoenix Suns)           |
| F                           | 41 | Germany                             | Dirk Nowitzki    | (Dallas Mavericks)       |
| G                           | 3  | Bandera dels Estats Units d'Amèrica | Chris Paul       | (New Orleans Hornets)    |
| G                           | 7  | the United States                   | Brandon Roy      | (Portland Trail Blazers) |
| C                           | 1  | Estats Units d'Amèrica              | Amare Stoudemire | (Phoenix Suns)           |
| F                           | 30 | the United States                   | David West       | (New Orleans Hornets)    |